# Chokan Valikhanov

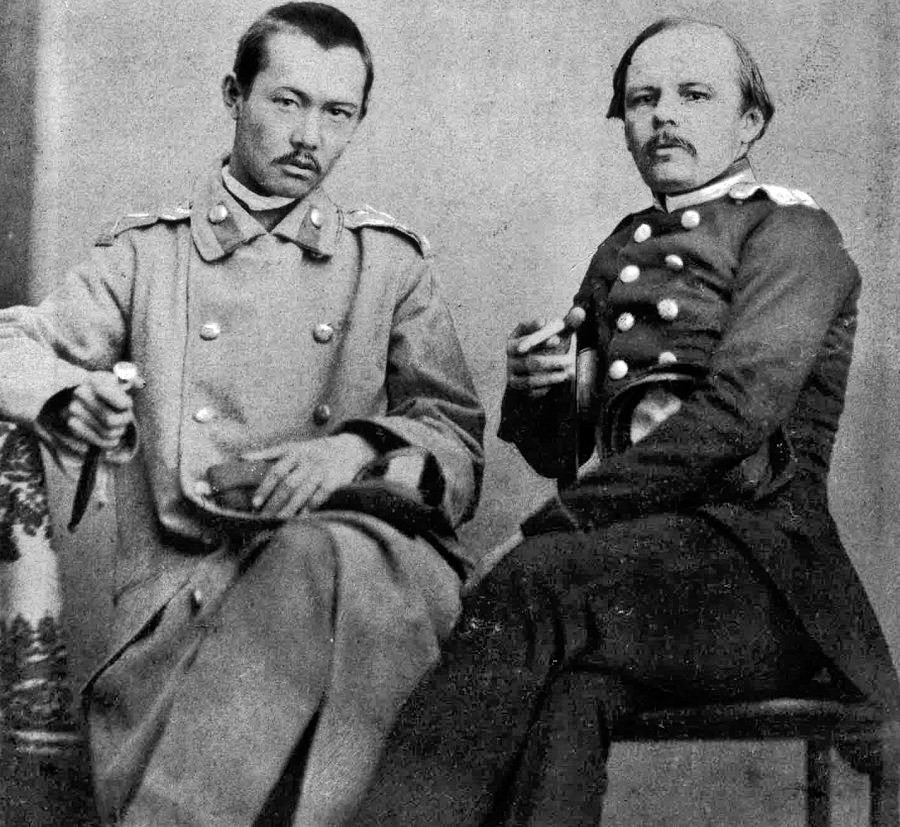
Walikhanuli (esquerda) com Fyodor Dostoyevsky em 1858.

Chokan Valikhanov também Shokan Shinghisuly Walikhanuli (em russo:  Шоқан Шыңғысұлы Уәлиханұлы; em russo:  Чокан Чингисович Валиханов), real name Muxammed Qanafïya (em russo:  Мұхаммед Қанафия) foi um militar da República Democrática do Cazaquistão.
Ele nasceu em Kushmurum, e se formou na escola militar de Omsk.